# Шаянські мінеральні води
ТОВ «Шаянські мінеральні води» — підприємство-виробник мінеральних вод. Центральний офіс розташований у місті Хуст.

## Діяльність компанії
Підприємство розливає мінеральні води, добуті в екологічно чистому районі Закарпаття, лікувально-столові, природні питні, та столові води (Шаянська, Драгівська, Шаянка, Шаянська Джерельна, Поляна цілюща).

## Галерея Продукції

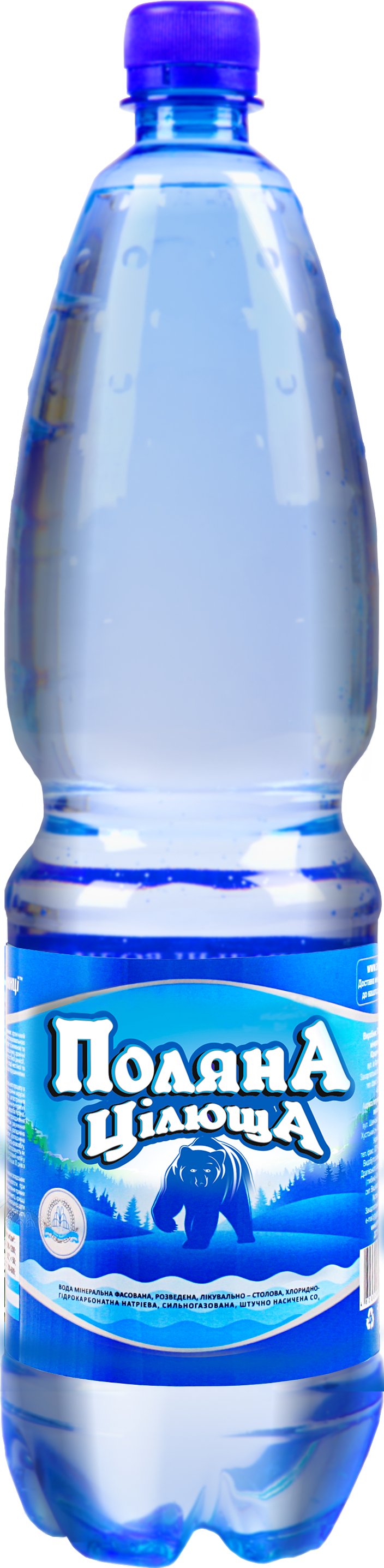
Поляна Цілюща
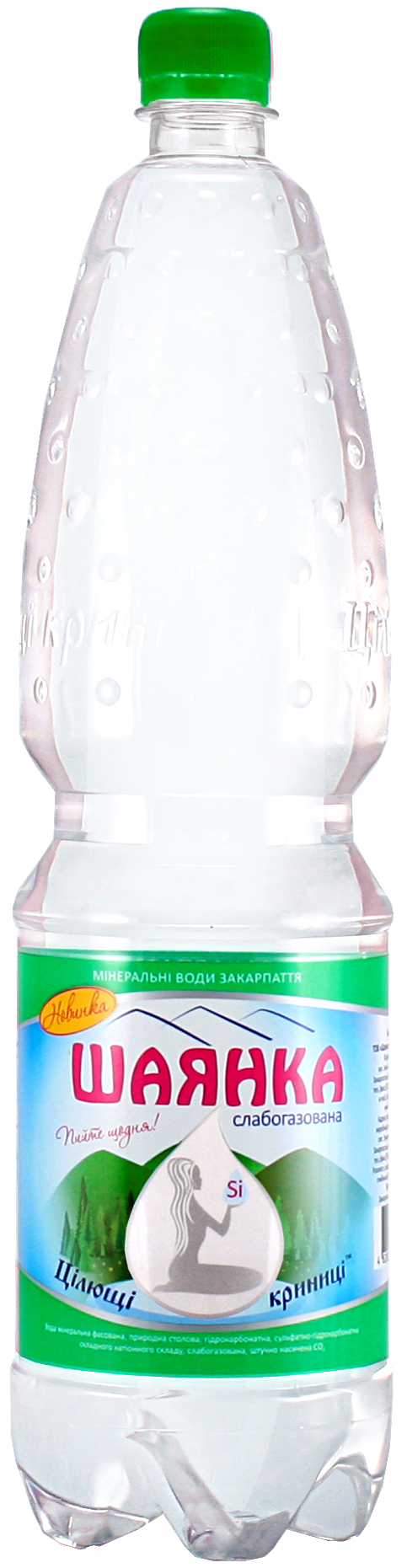
Шаянка слабогазована
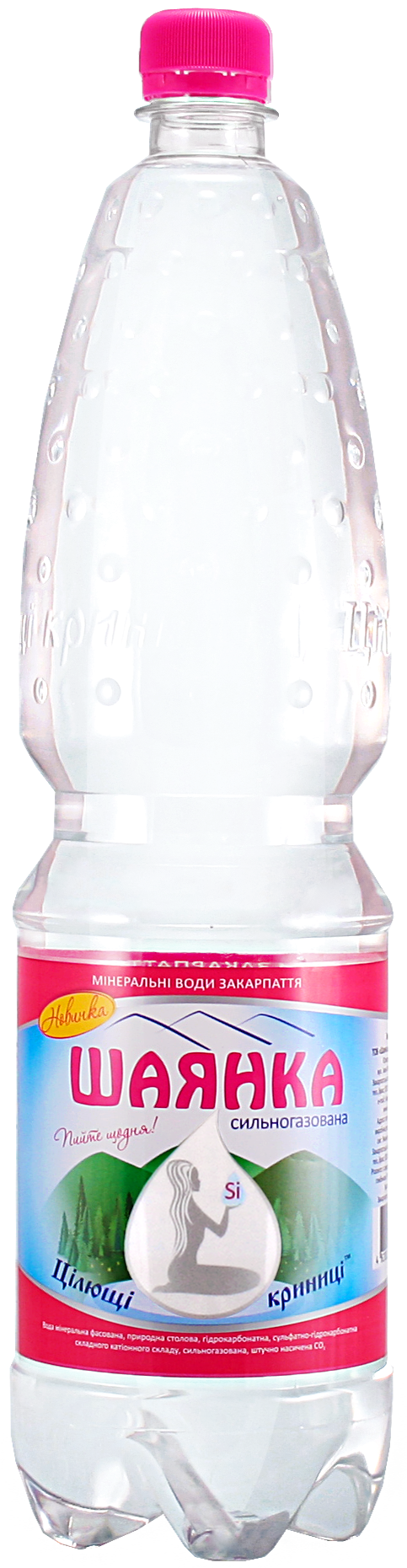
Шаянка сильногазована
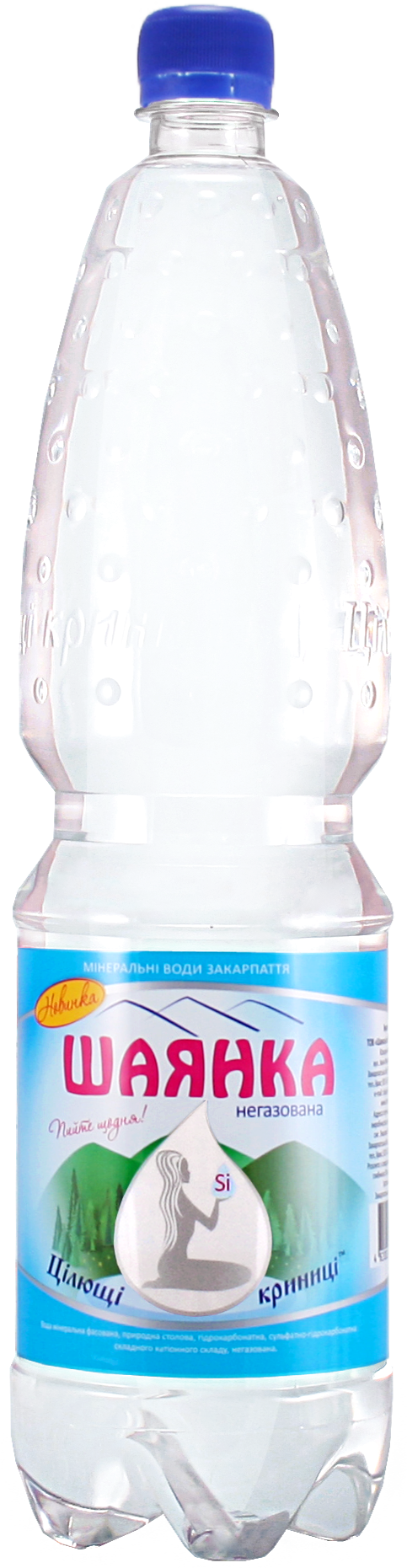
Шаянка негазована
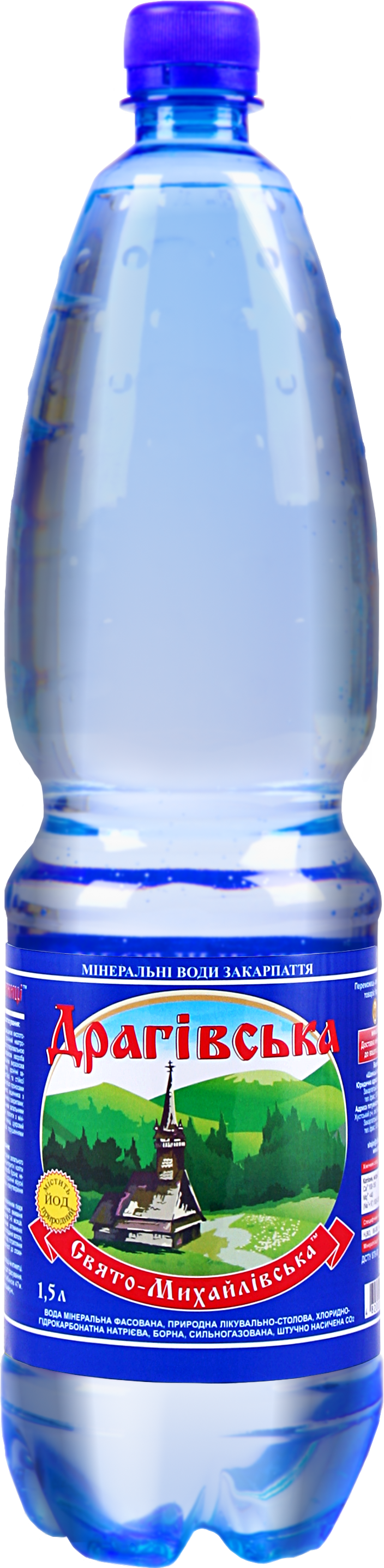
Драгівська

- Файл:Мінеральна_вода_Поляна_Цілюща.pngПоляна Цілюща
- Файл:Шаянка_слабогазована.pngШаянка слабогазована
- Файл:Шаянка_сильногазована.pngШаянка сильногазована
- Файл:Шаянка_негазована.pngШаянка негазована
- Файл:Драгівська.pngДрагівська